# Festival littéraire
 (janvier 2023).

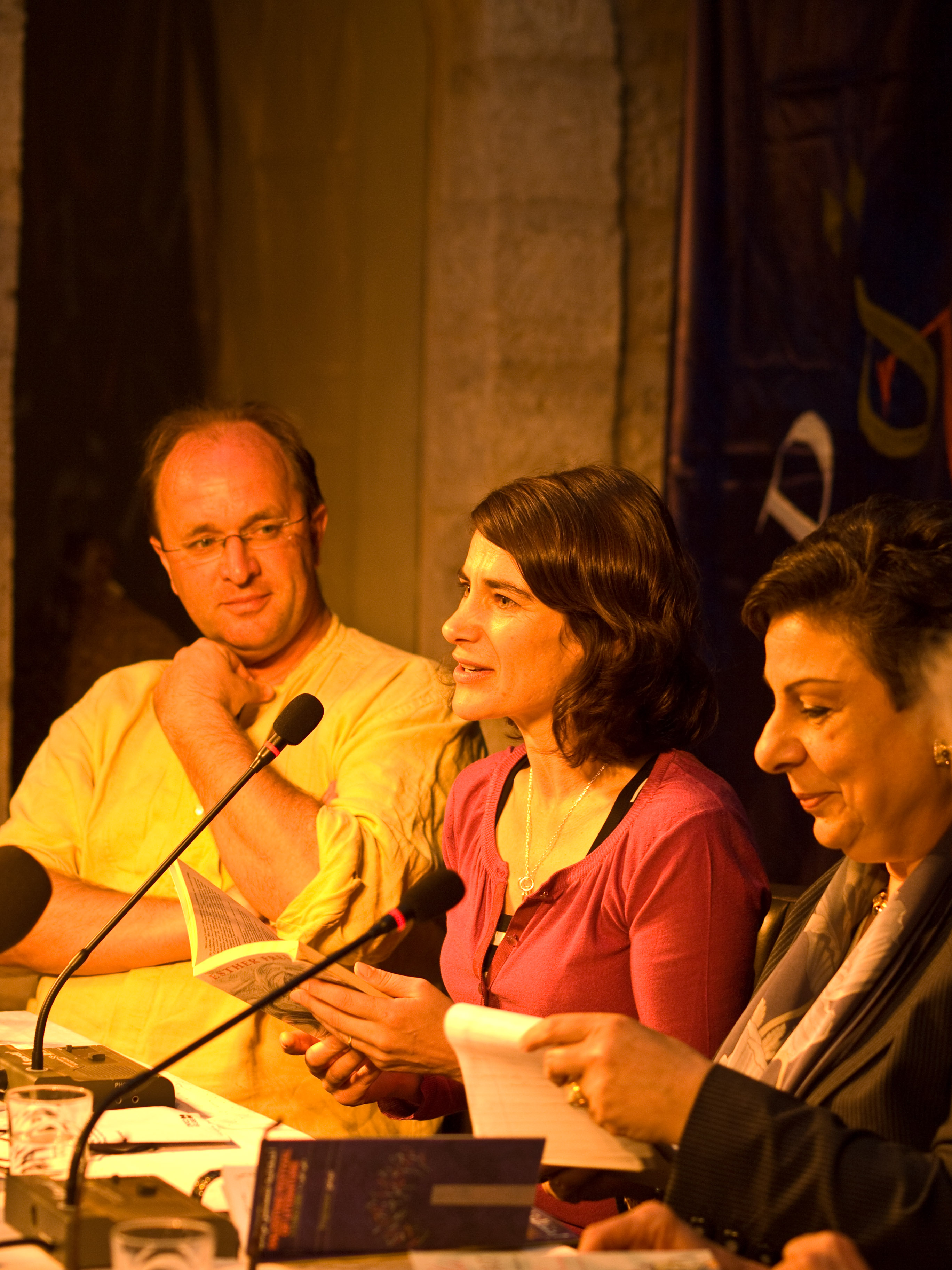
PalFest 2008 : William Dalrymple, Esther Freud et le Dr Hanan Ashrawi

Un festival littéraire, également connu sous le nom de festival du livre ou festival des écrivains, est un rassemblement régulier d'écrivains et de lecteurs, généralement sur une base annuelle dans une ville particulière. Un festival littéraire propose généralement différentes présentations et lectures d'auteurs, ainsi que d'autres événements, organisés sur une période de plusieurs jours, avec pour principaux objectifs de promouvoir les livres des auteurs et de favoriser l'amour de la littérature et de l'écriture.
Les conférences d'écrivains sont parfois conçues pour fournir une orientation intellectuelle et académique à des groupes d'écrivains sans la participation du grand public.

## Histoire
Des festivals littéraires existent depuis l'Antiquité grecque. En effet un festival était consacré aux Muses tous les quatre ans à Thespies.